# リヒ

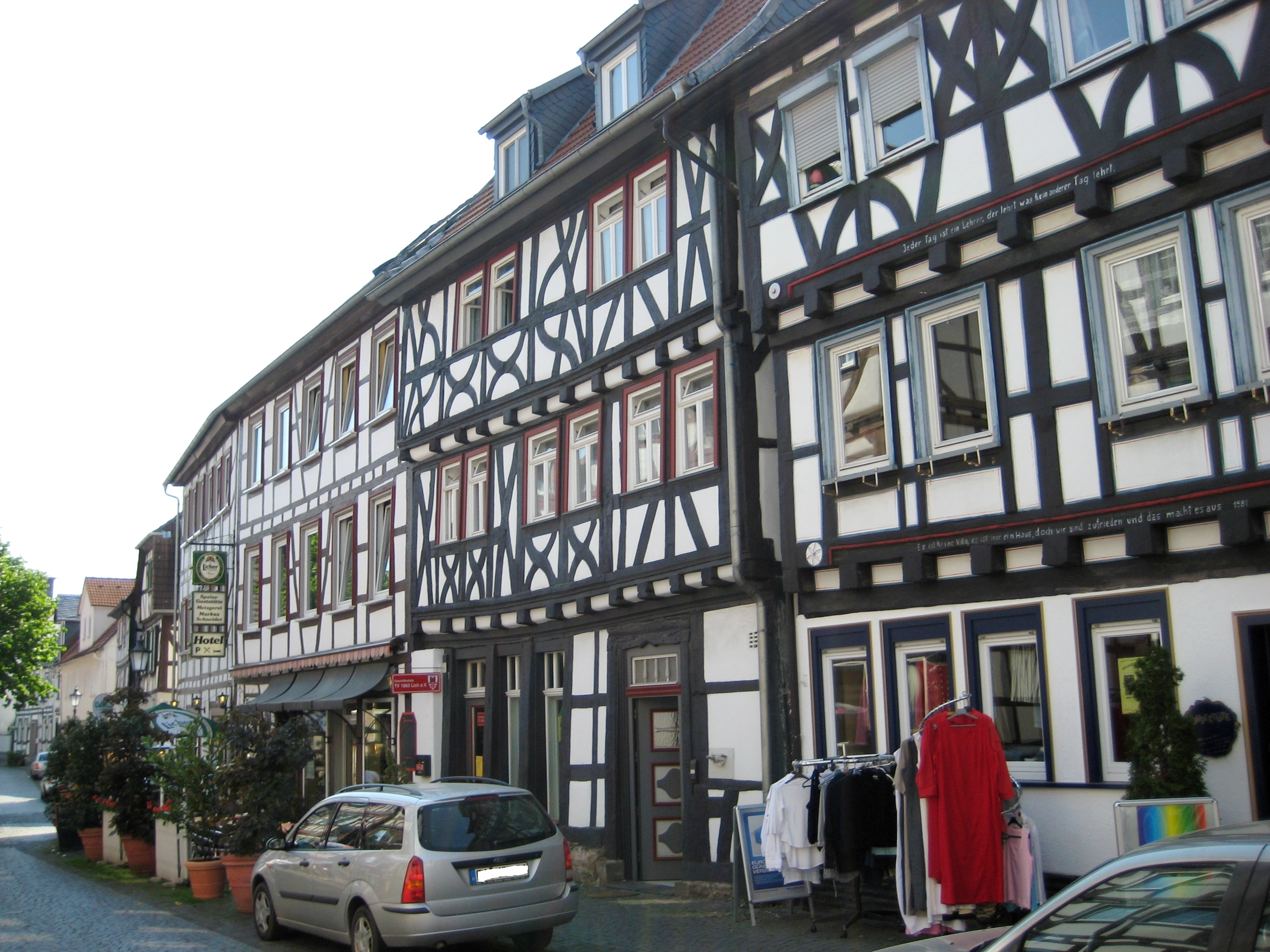
木組み建築が並ぶオーバーシュタット

リヒ または リッヒ (ドイツ語: Lich, ドイツ語発音: [lɪç]) は、ドイツ連邦共和国ヘッセン州ギーセン郡に属す市である。この街は大学都市ギーセンの南東 15 km にあたる。

## 地理

### 位置
リヒ市は、ヴェッター川の渡渉地に位置している。この川はタウヌス山地とフォーゲルスベルク山地との間にあたるヴェッテラウの由来となった。中核市区と北部および東部の市区は自然環境上フォルデラー・フォーゲルスベルク（フォーゲルスベルク山地の前山地方）に属し、南部と西部の市区はヴェッテラウに属す。

### 隣接する市町村
リヒ市は、北はフェルンヴァルトおよびライスキルヒェン、東はラウバッハ、東と南はフンゲン（以上いずれもギーセン郡）、南西はミュンツェンベルク（ヴェッテラウ郡）、西はポールハイム（ギーセン郡）と境を接している。

### 市の構成
リヒ市には、中核市区の他に以下の市区が属している。
| - ベッテンハウゼン - ビルクラー - エーバーシュタット - クロスター・アルンスブルク | - ラングスドルフ - ムッシェンハイム - ニーダー＝ベッシンゲン - オーバー＝ベッシンゲン |

## 歴史

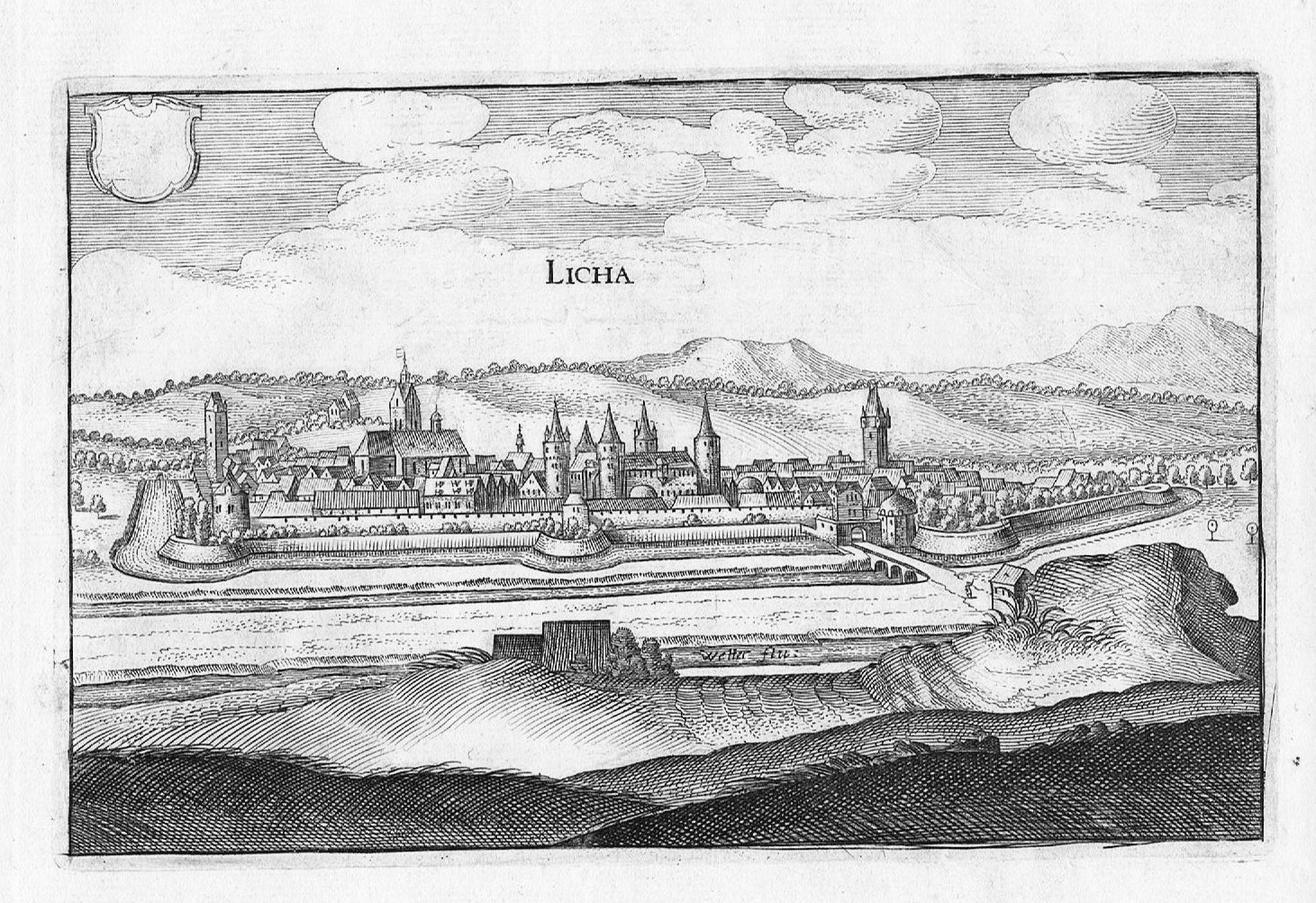
1655年出版のマテウス・メーリアンの銅版画に描かれたリヒ

ネアンデルタール人（紀元前10万年頃）の道具が、森のスイミングプール近くのフックスレーヒェルンで発見された。コルンホイザー・ホーフ付近では、これより5万年ほど新しいオーリニャック型の道具が見つかっている。新石器時代の最も古い農耕文明の一つである線帯文土器文化が、ヴェッター川の黄土が豊富な岸辺にあるリヒ付近に、紀元前4000年頃に定着した。さらに新しい時代の発掘物としては、青銅器時代、ハルシュタット時代、ラテーヌ時代のものがある。リヒ付近の地域にケルト人が住んでいたかどうかは、現在もまだ確定していない。確かなことは、紀元前49年以降ローマ人がライン川周辺に住み（ここにローマ帝国の国境が設けられた）、この頃ヘッセンにはカッティ族が住んでいたことである。
紀元後83年から85年にローマ人によってリメスが建設され、これに伴って現在のアルンスブルク市区付近にアルンスブルク要塞が設けられた。これは、ヴェッテラウリメスで最も北に位置する要塞であった。
リヒは、790年にロルシュ文書に初めて記録されている。9世紀にロルシュ修道院はヴェッテラウから撤退し、マインツ大司教がこの地を治めたが、フルダ修道院もリヒに所領を保持していた。12世紀にクーノ1世フォン・ミュンツェンベルクは、シトー会が運営するアルンスブルク修道院を創設した。1300年、皇帝アルブレヒト1世は、フィリップ3世フォン・ファルケンシュタインに対する好意の徴としてリヒに都市権を授けた。この地は14世紀後半までファルケンシュタイン家が治めていたが、その後ゾルムス伯家の所領となった。リヒは、三十年戦争も第二次世界大戦も、大きな被害を受けることなく切り抜けた。
1703年に薬局が設けられた。1993年にリヒはヘッセンの日の開催地となった。

### 市町村合併
ヘッセン州の地域再編に伴って、1970年12月31日にビルクラー、ムッシェンハイム、ニーダー＝ベッシンゲンが、1971年2月1日にエーバーシュタットが、1971年12月31日にベッテンハウゼンがリヒ市に合併した。1977年1月1日に「ディル郡、ギーセン郡、ヴェッツラー郡とギーセン市の新設に関する法律」に従ってアルンスブルクとラングスドルフがリヒ市に合併した。

## 行政

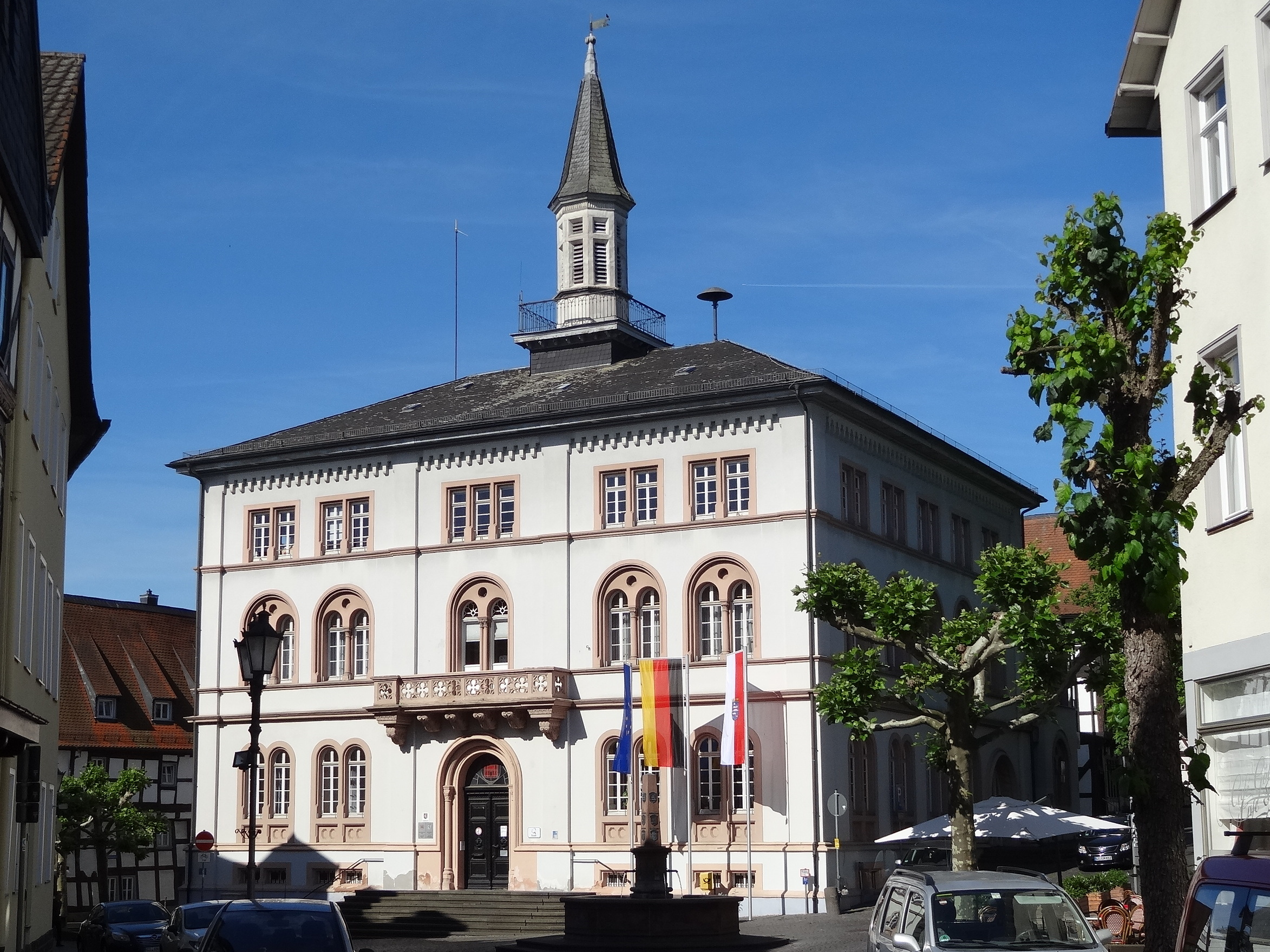
リヒ市庁舎

### 議会
2011年3月27日以降、リヒ市の市議会は、37議席で構成されている。

### 市長
SPDのユリエン・ノイベルトが2020年からリヒの市長を務めている。ノイベルトは2019年9月29日の決選投票で 58.9 % の票を獲得して当選した。この選挙の投票率は 47.6 % であった。
ノイベルトの前任者ベルント・クライン (SPD) は、2007年9月30日の選挙で 60.2 % の票を獲得して対立候補のミヒャエル・ノル (CDU) に勝利して市長に選出された。この選挙の投票率は 56.7 % であった。ベルント・クラインは、2013年9月22日の選挙で 64.0 % の票を獲得して再選された。この選挙の投票率は 74.3 % であった。

### 紋章
1928年5月1日、リヒは以下に記述する紋章の使用を許された。
図柄: 銀地に、4本の塔を持つ赤い城館。その上に赤と金に上下二分割されたミュンツェンベルク＝ファルケンシュタイン家の紋章が描かれている。
この紋章は、すでに1309年の市の印章に類似した形の物が用いられている。

### 姉妹都市
リヒ市は、以下の都市と姉妹都市協定を結んでいる。
- デュールフィ（フランス語版、英語版）（フランス、ドローム県）1974年
- タンガーミュンデ（ドイツ語版、英語版）（ドイツ、ザクセン＝アンハルト州）1990年
- ブダケシ（ハンガリー語版、英語版）（ハンガリー、ペシュト県）2005年
- ベーナシュボリ（スウェーデン語版、英語版）（スウェーデン、ヴェストラ・イェータランド県）2010年

また、タタ（モロッコ、ゲルミン＝エス・スマラ地方）と友好都市関係にある。

## 文化と見所

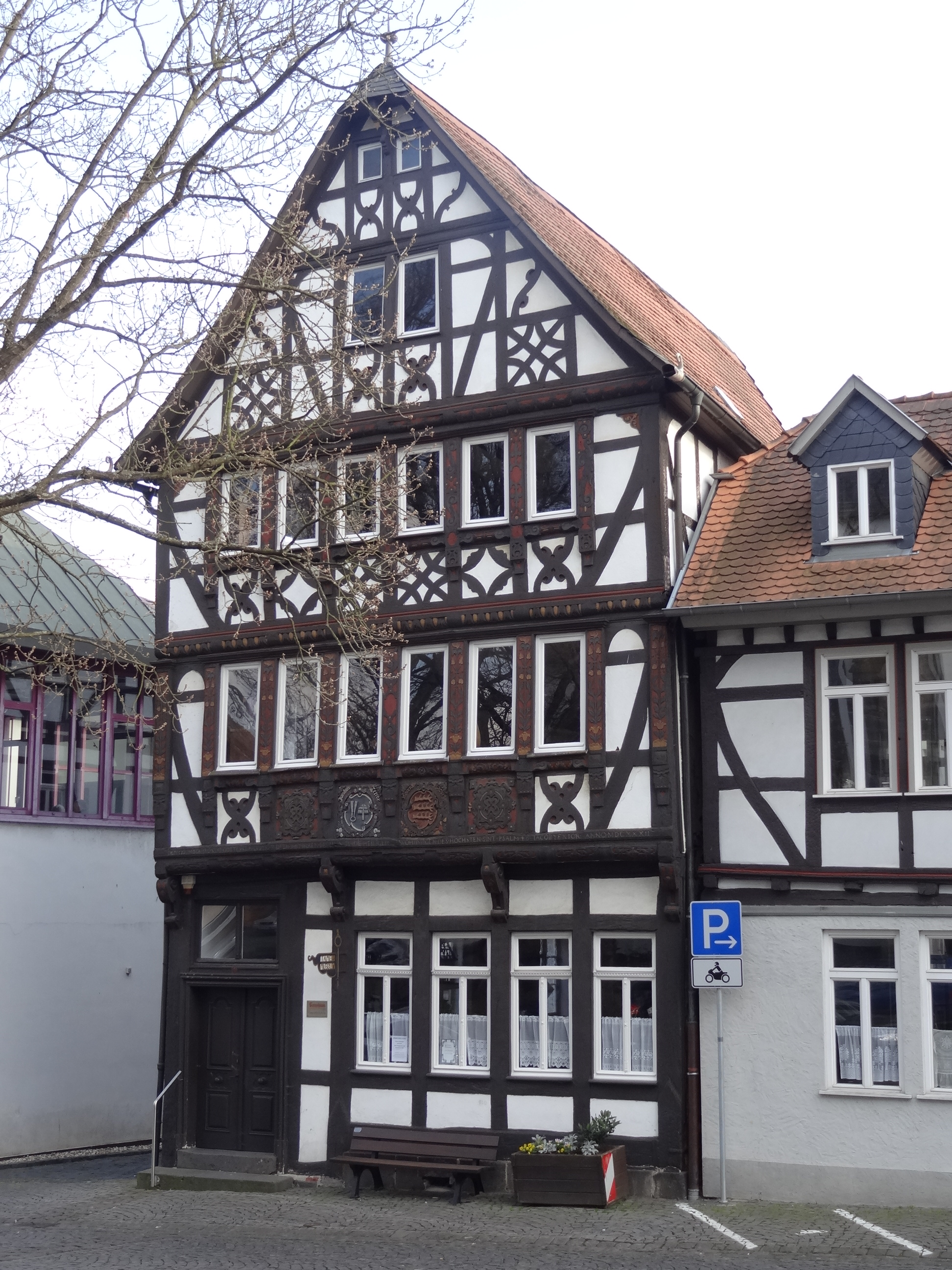
郷土博物館が入居しているテクストーアハウス

### 文化財
- リヒの内市街は、木組み建築が豊富なことが特徴である。豊かに装飾された1632年建造のテクストーアハウスもその一つである。この建物には現在郷土博物館が入居している[12]。
- クーノ・フォン・ファルケンシュタインとその妻アンナ・フォン・ナッサウの像を持つ後期ゴシック様式のマリエンシュティフツ教会
- 都市防衛施設としては、14世紀初めに建てられた高さ 48 m のシュタット塔が遺されている。
- 後期ルネサンス様式とバロック様式によるゾルムス＝ホーエンゾルムス＝リヒ侯のリヒ城は、ウンターシュタットにある。この城には広い城館庭園が付属しており、その一部は公開されている。
- キーノ・トラウムシュテルンは、全国的に知られた名画座で、すでに何度も栄誉を受けている[13]。その集客地域はライン＝マイン地方にまで及んでいる。
- アルンスブルク修道院跡は、南西 5 km に位置している。
- 4万 m2 のクロスターヴァルト鳥獣園はアルンスブルク修道院から遠くない場所にある。
- オーバー＝ベッシンゲン地区には、オーバー＝ベッシンガー門がある。この楼門は、1782年に村の防衛施設の一部として建設された。この建物の、屋根の上の小塔には時計が取り付けられている。この建物は、1593年にすでに門があった場所に建てられた。

- マリエンシュティフツ教会
- シュタット塔
- リヒ城
- キーノ・トラウムシュテルン
- アルンスブルク修道院の修道院教会跡
- オーバー＝ベッシンゲンの楼門

### スポーツ
リッヒャー・バスケットベーレン（TV 1860 リヒ、一時期Lti リヒとして Pro A で活動した）は、2009/2010年シーズンをドイツのバスケットボールで3番目のクラスにあたる Pro B でプレイした。1999年/2000年シーズンには、リヒはバスケットボール・ブンデスリーガに参加していた。ホームゲームは、約1500人の観客を収容できるディートリヒ＝ボンヘーファー＝ハレで行われる。この体育館は、1999年の一部リーグ昇格の際に改築された。
リヒのサッカークラブである VfR 1920 リヒの第1チームは、クライスオーバーリーガ・ジュートでプレイしている。VfRの会員数は約 500人で、このうち250人がジュニアクラスに属している。この他に 15のジュニアチーム、男子シニアチームがある。第2チームはクライスリーガBギーセンでプレイしている。
TV 1860 リヒのハンドボール部門は、女子ジュニア部門が特に優れている。彼女らは、北部ヘッセンチャンピオン、ヘッセンチャンピオン、南西ドイツチャンピオンなど数多くのタイトルを獲得している。TV 1860 リヒは、10以上のジュニアチームを有している。ある女子チームはベツィルクスオーバーリーガ、もう一つの女子チームはベツィルクスリーガC、第1男子チームはベツィルクスリーガBに所属している。
空手道場リヒ e.V. は1985年にデトレフ・ヘルプストによって設立された。約420名の会員がおり、半分以上が子供や未成年である。このクラブは、州レベル、連邦レベル、さらには国際レベルのチャンピオン・タイトル獲得者を数多く輩出している。このクラブは、通常のトレーニング活動（松濤館流空手、大人のための体操、子供に対する運動の奨励）の他に、空手サマースクールや型マラソンといった大規模なスポーツイベントを開催している。2008年に2度目のドイツオリンピック競技連盟 (DOSB) の「クラブにおける模範的才能育成に関する緑帯」を授与された。

## 経済と社会資本

### 交通

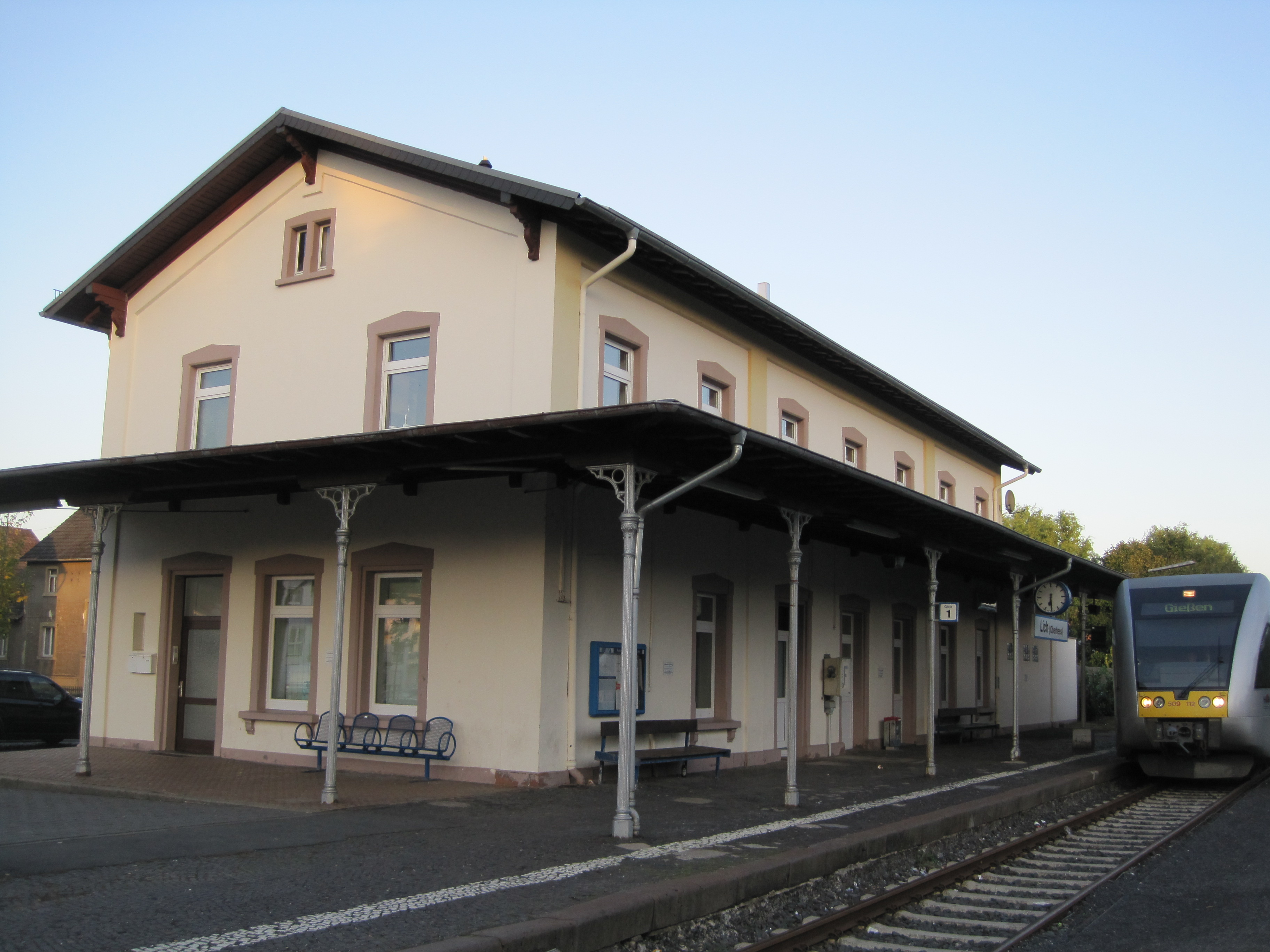
リヒ駅

リヒは、ライン＝マイン交通連盟の地方バス 372系統と375系統でギーセン、ショッテン、フンゲン方面と、オーバーヘッセン交通会社のバス路線 FB-52系統でブッツバッハ方面と、オーバーヘッセン交通会社のデマンドバス GI-63系統（2014年末までは 230系統）でベッテンハウゼン方面と、オーバーヘッセン交通会社のバス路線 GI-62系統およびGI-64系統（2014年末までは230系統および700系統）でフンゲンおよびグリューンベルク方面と結ばれている。
リヒとラングスドルフ地区には、ラーン＝キンツィヒ鉄道の駅がある。
リヒは、アウトバーン A5号線（フランクフルト・アム・マイン – カッセル）のフェルンヴァルト・インターチェンジおよびA45号線（ハーナウ – ドルトムント、ザウアーラント線と呼ばれる）のミュンツェンベルク・インターチェンジを利用してアクセスする。また、連邦道 B457号線およびB488号線沿いにあたる。

#### 自転車道
- ムッシェンハイム、ビルクラー、ベッテンハウゼン地区をドイツ・リメス自転車道が通っている。この自転車道は、ライン川沿いのバート・ヘニンゲンからドナウ川沿いのレーゲンスブルクまで、オーバーゲルマニシュ＝レティシャー・リメス沿いに全長 818 km にわたって延びている。
- リヒをヘッセン自転車道 R6号線が通っている。「ヴァルデッカー地方からラインタールへ」のモットーの下で運営されている。この自転車道は、ヘッセン州北部のディーメルシュタットからスタートし、南部のラムペルトハイムに至る。総延長は約 380 km である。

### 地元企業

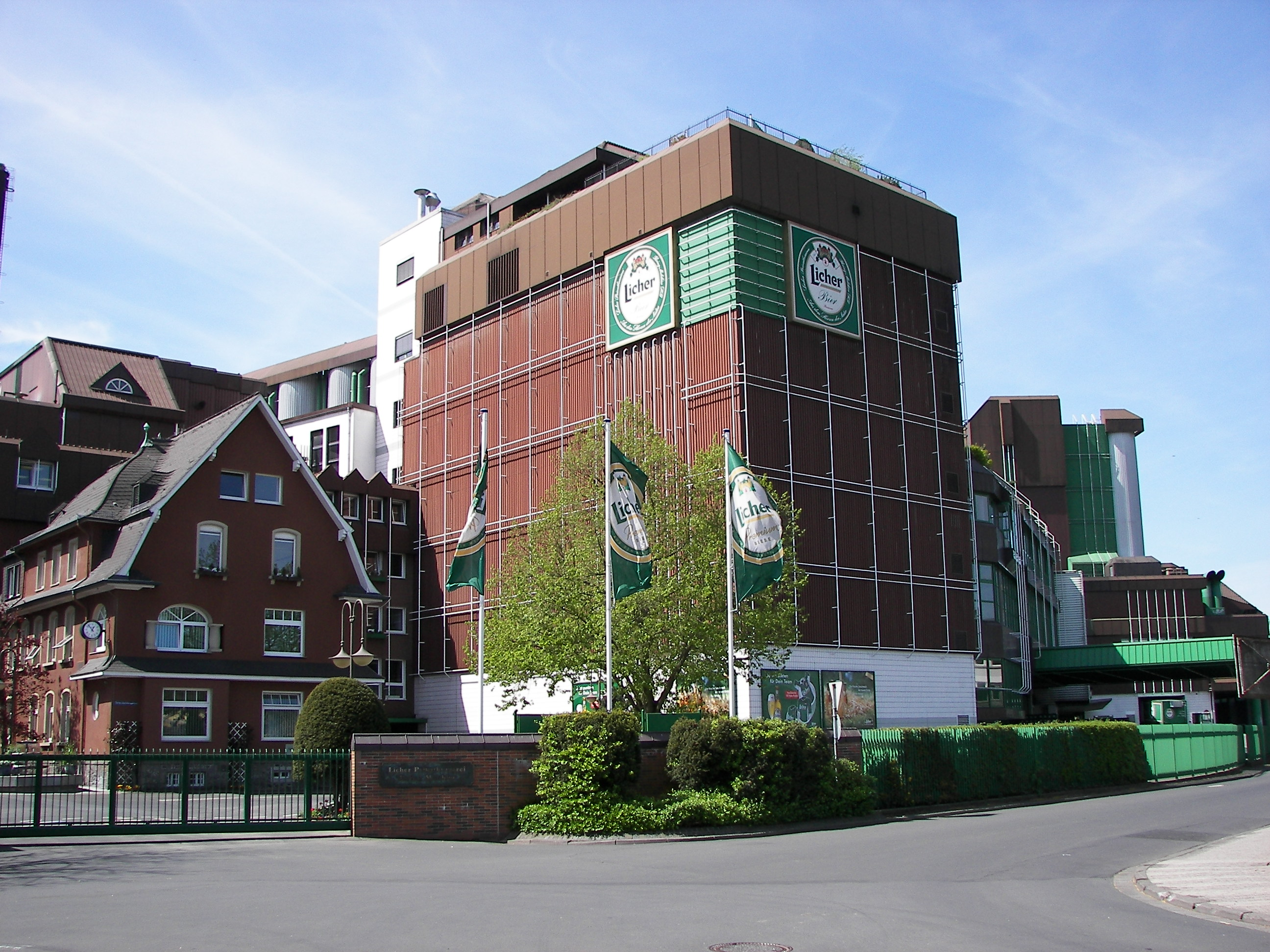
リッヒャー・ブルワリー

本市は、リッヒャー民営ブルワリーで全国的に知られている。リヒのオルガン製造は400年の歴史を有している。現在でもオルガン製造業者のフェルスター＆ニコラウスとオルガン部品の製造者オットー・ホイス GmbH がある。リヒは、アスクレピオス・クリニークおよびBAGヘルスケア GmbHの所在地でもある。

### 教育
- 総合学校
  - ディートリヒ＝ボンヘーファー＝シューレ
- 基礎課程学校
  - エーリヒ＝ケストナー＝シューレ
  - ゼルマ＝ラーゲルレフ＝シューレ
  - ラングスドルフ基礎課程学校
- 特別学校
  - アンナ＝フロイト＝シューレ
- 職業学校
  - クランケンハウスシューレ

## 人物

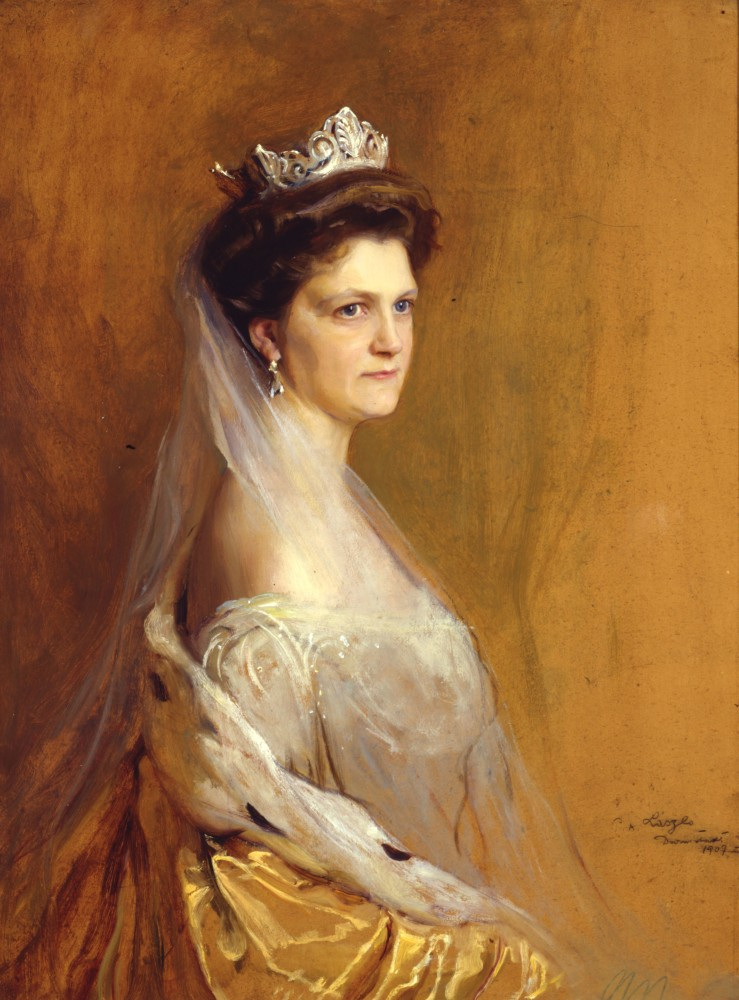
エレオノーレ・ツー・ゾルムス＝ホーエンゾルムス＝リヒ

### 出身者
- エレオノーレ・ツー・ゾルムス＝ホーエンゾルムス＝リヒ（1871年 - 1937年）最後のヘッセン大公エルンスト・ルートヴィヒの2番目の妃
- ヘルマン・オットー・ゾルムス（ドイツ語版、英語版）（1940年 - ）自由民主党の政治家。2013年10月22日までドイツ連邦議会の副議長を務めた。
- ミヒャエル・コッホ（ドイツ語版、英語版）（1966年 - ）バスケットボール選手
- アイリン・アスルム（ドイツ語版、英語版）（1975年 - ）トルコ系シンガー、ソングライター
- ベンヤミン・レンゼ（ドイツ語版、英語版）（1978年 - ）サッカー選手
- アンナ・リューマン（ドイツ語版、英語版）（1983年 - ）政治家
- マルク＝オリヴァー・ケンプフ（1996年 - ）サッカー選手

## 引用文献
1. ↑  Hessisches Statistisches Landesamt: Bevölkerung in Hessen am 31.12.2023 (Landkreise, kreisfreie Städte und Gemeinden, Einwohnerzahlen auf Grundlage des Zensus 2011)]
2. ↑  Max Mangold, ed (2005). Duden, Aussprachewörterbuch (6 ed.). Dudenverl. p. 510. ISBN 978-3-411-04066-7
3. ↑  K.-H. Gerstenmeier: Hessen. Gemeinden und Landkreise nach der Gebietsreform. Eine Dokumentation. Melsungen 1977, p. 303
4. ↑  Gesetz zur Neugliederung des Dillkreises, der Landkreise Gießen und Wetzlar und der Stadt Gießen（2015年6月25日 閲覧）
5. ↑  ヘッセン州統計局: 2011年3月27日のリヒ市市議会議員選挙結果（2015年6月25日 閲覧）
6. ↑  “Bürgermeisterwahl in Lich, Stadt am 29.09.2019”. 2020年3月10日閲覧。
7. ↑  ヘッセン州統計局: 2007年9月30日のリヒ市市長選挙結果（2015年6月25日 閲覧）
8. ↑  2013年9月22日のリヒ市市長選挙結果（2015年6月25日 閲覧）
9. ↑  Lich - Steckbrief Lich - Das Stadtwappen（2015年6月25日 閲覧）
10. ↑  F. Hauptmann, Das Wappenrecht, Bonn 1896, p. 125
11. ↑  Lich - Städtepartnerschaften（2015年6月25日 閲覧）
12. ↑  Museen in Hessen - Heimatmuseum Lich（2015年6月26日 閲覧）
13. ↑  Kino Traumstern（2015年6月26日 閲覧）
14. ↑  Licher Basket Bären（2015年6月27日 閲覧）
15. ↑  VfR 1920 Lich（2015年6月27日 閲覧）
16. ↑  TV 1860 Lich（2015年6月27日 閲覧）
17. ↑  Karate Dojo Kich e.V.（2015年6月27日 閲覧）